# Jonathan Hoyaux
Jonathan Hoyaux (Chambray-lès-Tours, 9 luglio 1988) è un cestista francese.